# Linden (Wiehl)
Linden ist eine von 51 Ortschaften der Stadt Wiehl im Oberbergischen Kreis im Regierungsbezirk Köln in Nordrhein-Westfalen. 

## Lage und Beschreibung
Der Ort liegt rund 2 km nordwestlich vom Stadtzentrum von Wiehl entfernt. Die benachbarten Ortschaften sind Hengstenberg und Mühlen. Linden hat derzeit 278 Einwohner (Stand 12/2008) Linden liegt südlich der Bundesautobahn 4.

## Geschichte

### Erstnennung
1443 wurde der Ort das erste Mal urkundlich erwähnt und zwar in „Einkünfte und Rechte des Kölner Apostelstiftes“.
Schreibweise der Erstnennung: Lynden
Ebenfalls findet man den Ort 1575 in der A.-Mercator-Karte Zur Linden. Versammlungs- und Gerichtsplatz Thingstätte unter einer Linde, heute noch mundartlich zoo Lingen ("Zelingen") genannt. 
Im Futterhaferzettel der Herrschaft Homburg von 1580 werden als abgabepflichtig 3 bergische Untertanen gezählt.
Schon in früher Zeit wurde Eisen-, Kupfer- und Bleierz abgebaut (hierauf weisen u. a. schon seit langem verschüttete Stolleneingänge sowie die Straßennamen „Im Eisernen Berg“ und „Auf der Brache“ – hin).

## Freizeit

### Wander- und Radwege
- Der Ortsrundwanderweg umgedrehtes T  berührt den Ort im Norden.
- Der Ortsrundwanderweg O „Rund um Bielstein“ durchläuft den Ort.